# ستاد کل نیروهای مسلح آذربایجان
ستاد کل نیروهای مسلح آذربایجان (انگلیسی: General Staff of Azerbaijani Armed Forces) ستاد نظامی نیروهای مسلح آذربایجان است، که نیروی زمینی جمهوری آذربایجان، نیروی هوایی جمهوری آذربایجان و نیروی دریایی جمهوری آذربایجان را نظارت می‌کند. 
این ستاد، ارگان مرکزی اداره نیروهای مسلح است و بر مدیریت عملیاتی نیروهای مسلح تحت نظر وزارت دفاع جمهوری آذربایجان نظارت دارد. رئیس ستاد کل توسط رئیس جمهور آذربایجان، که فرمانده کل نیروهای مسلح است، منصوب می‌شود.
ستاد کل نیروهای مسلح آذربایجان در ۱۵ نوامبر ۱۹۱۸ تحت عنوان قرارگاه عمومی به دستور صمدبیگ مهماندارف تأسیس شد.